# Iván Stepanenko
Iván Nikíforovich Stepanenko (en ucraniano: Іва́н Никифорович Степане́нко, romanizado: Iván Nykyforovych Stepanenko; Nejaiki, RSS de Ucrania, 13 de abril de 1920 – Cherkasy, Ucrania, 31 de mayo de 2007) fue un aviador militar soviético que se convirtió en as de la aviación con más de treinta derribos en solitario durante la Segunda Guerra Mundial. Permaneció en el ejército después del final de la guerra y luego voló una amplia variedad de aviones MiG y se convirtió en mayor general.

## Biografía

### Infancia y juventud
Iván Stepanenko nació el 13 de abril de 1920 en el seno de una familia de campesinos ucranianos, en la pequeña localidad rural de Nejaiki en la gobernación de Kiev en lo que entonces era la RSS de Ucrania (la Unión Soviética no se constituyó formalmente hasta finales de 1922). En 1936, después de completar siete grados en la escuela local, comenzó a trabajar en una granja colectiva hasta que consiguió un trabajo como mecánico en una fábrica de automóviles en la ciudad de Dniprodzerzhynsk, donde también asistió a un club de vuelo del que se graduó en 1939. Después de ingresar en el Ejército Rojo en mayo de 1940, continuó su educación en aviación y poco después del inicio de la Operación Barbarroja en julio de 1941, se graduó en la Escuela de Pilotos de Aviación Militar de Kachin.

### Segunda Guerra Mundial
Inmediatamente después de la invasión alemana de la Unión Soviética, fue enviado al frente de guerra como piloto en el 4.º Regimiento de Aviación de Cazas. Inicialmente, a los pilotos jóvenes del regimiento no se les permitía realizar salidas y su entrenamiento se realizaba en tierra. Finalmente, fueron transferidos al 22.º Regimiento de Aviación de Reserva, donde aprendieron a volar el Hawker Hurricane de fabricación británica antes de ser enviados a volar en misiones de defensa aérea en diciembre. Realizó su primera salida de combate en enero de 1942, pero no obtuvo su primera victoria aérea hasta el verano de 1942. Ese mes, sufrió múltiples heridas de metralla y resultó gravemente herido durante un combate aéreo (dogfight). Después de realizar un aterrizaje forzoso, permaneció en el hospital durante más de una semana y tuvo que someterse a una cirugía para extraer la metralla del antebrazo. A pesar de sus graves heridas, poco después volvió a volar y comenzó a usar el más avanzado caza soviético Yak-7B. Mientras estaba en el Frente de Stalingrado, terminó haciendo otro aterrizaje forzoso con un motor averiado.
A finales del verano de 1942, Stepanenko, Amet-Jan Sultán, Alekséi Riazánov y otros pilotos del 4.º Regimiento de Aviación de Cazas fueron seleccionados para formar un grupo de «caza libre» en Stalingrado. A principios de octubre, él y su compañero de ala V.V.Mochin se enfrentaron a un grupo de cuatro Bf-109; Ambos finalmente se vieron obligados a realizar aterrizajes de emergencia, pero Stepanenko logró derribar dos aviones antes de verse obligado a abandonar el combate y aterrizar su dañado Yak-7B. Cuando fue dado de alta del hospital y se le permitió volar nuevamente, se enteró de que la mayoría de los ases de su regimiento habían sido transferidos al prestigioso 9.º Regimiento de Aviación de Cazas de la Guardia, compuesto por pilotos que ya eran ases o aquellos que eran considerados como ases potenciales. A Stepanenko se le ofreció la oportunidad de unirse al regimiento, pero decidió quedarse en su unidad.
En enero de 1943 derribó un Ju-52 en la región de Stalingrado mientras volaba un Yak-1. Inmediatamente después de aterrizar de un vuelo de entrenamiento, vio el avión, por lo que despegó y comenzó a perseguirlo sin siquiera repostar su avión. Pronto encontró un grupo de seis Ju-52 arrojando carga a las tropas soviéticas, y después de enfrentarse a uno de ellos dos veces, lo derribó con éxito, pero se vio obligado a regresar rápidamente a su aeródromo y no enfrentarse a más aviones debido a la falta de combustible. Durante un combate aéreo en mayo, derribó un Bf-109 y un He-111; con la ayuda de su escuadrón, el grupo restante de bombarderos enemigos se dispersó y se vio obligado a lanzar sus bombas lejos de sus objetivos propuestos que habían atacado previamente.
En agosto de 1943 durante una misión para brindar cobertura a las tropas terrestres soviéticas, durante la cual el escuadrón de Stepanenko se encontró con una enorme formación de hasta sesenta aviones enemigos, en su mayoría bombarderos Ju-88 y He-111. Durante la batalla que siguió, participó en la destrucción de un FW-190 y personalmente derribó dos más. El 18 de agosto fue nominado para el título de Héroe de la Unión Soviética por haber realizado 232 misiones de combate, participado en 75 batallas aéreas, derribado catorce aviones en solitario y siete aviones más compartidos. El título le fue otorgado por primera vez el 13 de abril de 1944. A principios de ese mismo año, en febrero, lideró un grupo de cuatro aviones Yak-9 en dos misiones para interceptar varios grupos de Ju-87 y Bf-109, y logró infligir graves pérdidas al enemigo sin sufrir bajas en el lado soviético.
Fue nominado para el título de Héroe de la Unión Soviética por segunda vez el 28 de enero de 1945; para entonces, había volado 395 misiones de combate, participado en 112 combates aéreos y derribado personalmente treinta y dos aviones enemigos. Se le otorgó el título después del final de la guerra el 18 de agosto de 1945. Al inicio de la guerra era piloto subalterno alistado, sin embargo para el final de la guerra había alcanzado el puesto de comandante de escuadrón con el rango de mayor. En total, participó en la destrucción de nueve aviones enemigos, derribó personalmente treinta y dos y participó en 118 combates aéreos a lo largo de 414 misiones de combate.
El 24 de junio de 1945, participó en el Desfile del Día de la Victoria en la Plaza Roja de Moscú como parte de la columna del Frente de Leningrado; antes de que su unidad formara parte del frente de Leningrado, había luchado integrado en los frentes de guerra de Briansk, Stalingrado, Sur, Cáucaso Norte y Oeste. Había volado en numerosas batallas aéreas sobre los cielos de Vorónezh, Stalingrado, Rostov, Kubán, Oriol, Riga, Pólotsk y otras ciudades.

### Posguerra
Después de la guerra, permaneció en la fuerza aérea. En 1949, se graduó en la Academia Militar Frunze, luego se convirtió en comandante del 83.º Regimiento de Defensa Aérea de la Guardia; Entre abril de 1951 y septiembre del mismo año, se desempeñó como piloto-inspector de entrenamiento de combate de aviación de combate. En esa posición voló un gran número de modelos de cazas entre los que cabe destacar: La-11, Yak-17 y MiG-15. Luego se convirtió en el comandante del 41.º Regimiento de Defensa Aérea, donde voló con cazas a reacción MiG-15 y el MiG-17. Dejó este puesto en noviembre de 1955 y en 1957 se graduó de la Academia Militar de Estado Mayor de las Fuerzas Armadas de la URSS. Desde entonces hasta 1961 estuvo al mando de la 16.ª División de Aviación de Cazas de la Guardia, que utilizaba aviones MiG-15, MiG-17 y MiG-19; durante ese tiempo fue ascendido al rango de mayor general en 1958.
En febrero de 1961 fue nombrado subcomandante del 71.º Cuerpo de Aviación de Cazas, que tenía su base en Alemania Oriental y volaba MiG-19, MiG-21 y Yak-25. Entre febrero de 1966 y mayo de 1968 fue comandante del 30.º Ejército Aéreo, con base en Riga. Desde 1968 hasta su jubilación fue subcomandante del 14.º Ejército Aéreo. Se retiró del ejército en 1976, después de haber acumulado más de 3000 horas de vuelo durante su carrera. Mientras era civil, escribió sus memorias antes de morir el 31 de mayo de 2007 a la edad de 87 años en Cherkasy (Ucrania).

## Condecoraciones
A lo largo de su carrera militar Iván Stepanenko recibió las siguientes condecoraciones militares:
Unión Soviética
- Héroe de la Unión Soviética, dos veces (13 de abril de 1944 y 18 de agosto de 1945)
- Piloto Militar Honorífico de la URSS (16 de agosto de 1966)
- Orden de Lenin (13 de abril de 1945)
- Orden de la Bandera Roja, tres veces (23 de octubre de 1942, 19 de septiembre de 1944 y 4 de junio de 1955)
- Orden de Alejandro Nevski (19 de diciembre de 1944)
- Orden de la Guerra Patria, tres veces (1.er grado - 15 de enero de 1945 y 11 de marzo de 1985; 2.do grado - 11 de febrero de 1943)
- Orden de la Estrella Roja, cinco veces (31 de julio de 1942, 23 de julio de 1943, 11 de mayo de 1945, 22 de febrero de 1955 y 30 de diciembre de 1956)
- Orden del Servicio a la Patria en las Fuerzas Armadas de la URSS de 3.er grado (30 de abril de 1975)
- Medalla por el Servicio de Combate
- Medalla Conmemorativa por el Centenario del Natalicio de Lenin
- Medalla por la Defensa de Stalingrado (1942)
- Medalla por la Defensa del Cáucaso (1944)
- Medalla por la Victoria sobre Alemania en la Gran Guerra Patria 1941-1945
- Medalla Conmemorativa del 20.º Aniversario de la Victoria en la Gran Guerra Patria de 1941-1945
- Medalla Conmemorativa del 30.º Aniversario de la Victoria en la Gran Guerra Patria de 1941-1945
- Medalla Conmemorativa del 40.º Aniversario de la Victoria en la Gran Guerra Patria de 1941-1945
- Medalla Conmemorativa del 50.º Aniversario de la Victoria en la Gran Guerra Patria de 1941-1945
- Medalla Conmemorativa del 60.º Aniversario de la Victoria en la Gran Guerra Patria de 1941-1945
- Medalla de Veterano de las Fuerzas Armadas de la URSS
- Medalla del 30.º Aniversario de las Fuerzas Armadas de la URSS
- Medalla del 40.º Aniversario de las Fuerzas Armadas de la URSS
- Medalla del 50.º Aniversario de las Fuerzas Armadas de la URSS
- Medalla del 60.º Aniversario de las Fuerzas Armadas de la URSS
- Medalla del 70.º Aniversario de las Fuerzas Armadas de la URSS
- Medalla por Servicio Impecable

Ucrania
- Orden de Bohdán Jmelnitski
- Medalla de Defensor de la Madre Patria